# Gran Fam Neerlandesa del 1944

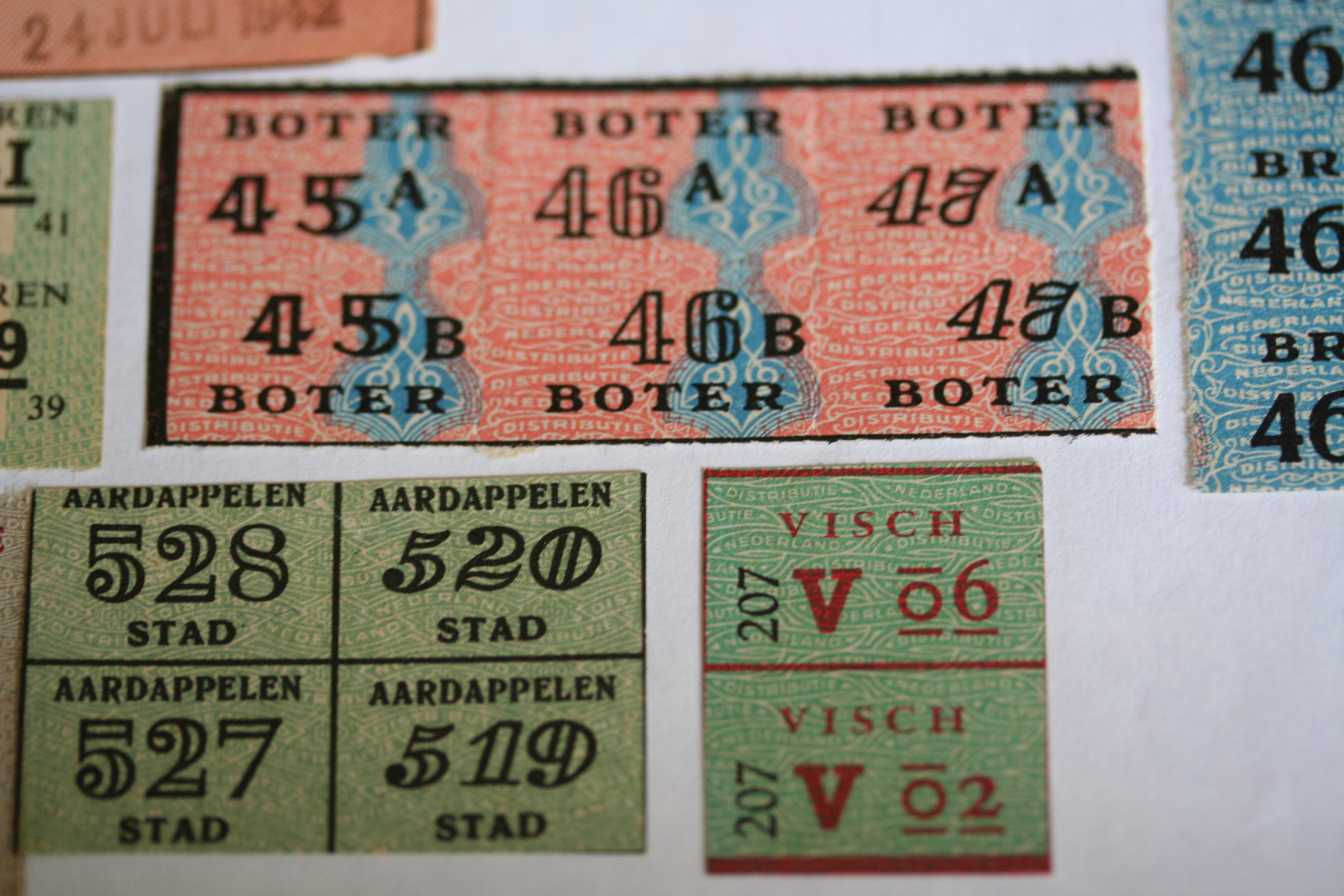
Cupons de racionament neerlandesos

La Gran fam neerlandesa de 1944, coneguda en idioma neerlandès com el  Hongerwinter ("hivern de la fam") va ser un episodi d'escassedat d'aliments que va tenir lloc a la part ocupada pels alemanys dels Països Baixos (1939-1945) que va afectar sobretot les províncies occidentals densament poblades i a la riba dels grans rius, durant l'hivern de 1944 -1945, prop del final de la Segona Guerra Mundial.
Un bloqueig alemany va interrompre el subministrament d'aliments i els combustibles des de les zones agrícoles. Uns 4,5 milions de persones es van veure afectades van sobreviure gràcies als menjadors populars. Unes 22.000 persones podrien haver mort a causa de la fam
La fam es va veure alleujada a causa de l'alliberament de la zona pel aliats el maig de 1945. Anteriorment a això va arribar pa fet a Suècia i hi va haver un pont aeri amb aliments de la Royal Air Force, la Royal Canadian Air Force, i la U.S. Army Air Force – establert amb un acord amb els alemanys de no disparar sobre aquests enviaments d'aliments i que els aliats no bombardejarien les posicions alemanyes. Aquestes va ser les Operacions Manna i Chowhound.

## Aliments
Les reserves d'aliments a les ciutats dels Països Baixos occidentals es van acabar ràpidament. Les racions d'adults en ciutats com Amsterdam van caure per sota de 1000 kilocalories per dia a finals de novembre de 1944 i a 580 kilocalories a l'oest a finals de febrer de 1945. Durant aquest  Hongerwinter una sèrie de factors es van combinar per provocar la fam del poble neerlandès: l'hivern va ser inusualment dur i l'exèrcit alemany en retirada va destruir els molls i ponts per tal d'inundar el país i impedir l'avanç aliat. Com que els Països Baixos va esdevenir un dels principals camps de batalla occidentals, la dislocació generalitzada i la destrucció de la guerra va arruïnar gran part de la seva terra agrícola i va convertir en difícil el transport de les reserves d'aliments existents.